# Мінгоррія
Мінгоррія (ісп. Mingorría) — муніципалітет в Іспанії, у складі автономної спільноти Кастилія-і-Леон, у провінції Авіла. Населення — 437 осіб (2010).
Муніципалітет розташований на відстані близько 85 км на північний захід від Мадрида, 11 км на північний схід від Авіли.
На території муніципалітету розташовані такі населені пункти: (дані про населення за 2010 рік)
- Мінгоррія: 423 особи
- Соріта-де-лос-Молінос: 14 осіб

## Демографія
Динаміка населення (INE ):